# スリップストリーム (文学)
スリップストリーム（英: slipstream）は、SFやファンタジーなどの非主流文学や、主流文学（メインストリームの文学、純文学を指す）といった型にはまったジャンルの境界を越えた、一種の幻想文学もしくは非現実的な文学のことである。伴流文学、変流文学、境界解体文学とも言われる。

## 言葉の由来と定義と意味内容
「スリップストリーム」という言葉は、サイバーパンク作家のブルース・スターリングが、1989年7月発行の『SF Eye』第5号の記事の中で作り出した言葉である。スターリングはこう書いている。「……これは諸君をとても不思議な感じにさせる類の書き物だ。20世紀の生活が諸君に感じさせる方法、もし諸君が若干の感受性を持っていればだが」。この言葉を受けて、スリップストリーム文学は「不思議さの小説」と言及されていたが、それは他に広く使われている定義と同じくらいわかりやすい定義である。

### 境界解体
たとえば、フィリップ・K・ディックやヴォネガットの作品はSFと純文学の境界解体という面がある。『火星のタイムスリップ』のマンフレッドや『スローターハウス5』の時間旅行者ビリーは予知能力を持っているという設定だが、ここでの予知能力は「鋭敏さ」のメタファーと読める。前者の場合はタイトルの「火星」も「タイムスリップ」もメタファーであり、直喩で置き換えるなら「火星植民地のような場所（＝たとえば、伝統の薄いアメリカ社会）におけるタイムスリップのような心理状態（＝アンテ・フェストゥムと呼ばれる分裂病的な先取り的時間感覚）」と読むこともできる。また、オースターのニューヨーク三部作は探偵小説と純文学の境界解体と捉えられる。探偵が人を探すのだが、その人とは自己の投影であり、結局「自分探し」なのではないか、と読める。これらのように、SFや探偵小説などの非主流小説のガジェットを借りつつ、純文学的な思想表現を試みる、というのが（非主流と主流の）境界解体と言われるゆえんである。

## 例

### 文学
スリップストリームはスペキュレイティヴ・フィクション（思弁的小説）と純文学小説の狭間に落ち着く。ただし、いくつかのスリップストリームがSFやファンタジーの要素を用いている限りは、すべてがそうだとは言えない。スリップストリーム文学の作品群に共通して認められる要素は、ある程度のシュール、不完全なリアル、またはきわだった反リアルである。スリップストリームとされる作家は、ディックやヴォネガットの他に、SF作家では、J・G・バラード、ジョン・スラデック、トマス・M・ディッシュ、クリストファー・プリーストなどであり、それ以外では、ポール・オースター、マーガレット・アトウッド、ダグラス・クープランド、アンジェラ・カーター、スティーヴ・エリクソン、カレン・ジョイ・ファウラー、ロバート・F・ジョーンズ（en:Robert F. Jones）、村上春樹、スティーヴ・エイレット（en:Steve Aylett）、ジャン・ヴィルト（en:Jan Wildt）、ホルヘ・ルイス・ボルヘス、ウィリアム・S・バロウズ、アンナ・カヴァンが挙げられる。マジックリアリズムにおいても、ガルシア・マルケス『百年の孤独』はここに含まれる。

### 文学以外
スリップストリームは「見慣れた光景をいつもと違う角度から眺めたような感覚」を誘発するもので、そういった要素を持つ作品は、文学以外にも音楽、映画、グラフィックノベル、インスタレーションなどにも見いだされる。映画では、『メメント』、『マルコヴィッチの穴』、『10億分の1の男』、テレビドラマでは、『LOST』、『時空刑事 ライフ・オン・マーズ』（en:Life on Mars (UK TV series)）、『The Singing Detective』（en:The Singing Detective）などが、スリップストリームに位置づけられる。

## 批評
『Feeling Very Strange:The Slipstream Anthology』の編集者であるSF作家ジェイムズ・パトリック・ケリーとジョン・ケッセルは、スリップストリームの中心にあるのは認知的不協和で、恐怖とか笑いとかいう文学的効果をそれほど持ったジャンルではない、と主張した。